# Sierra Hueco

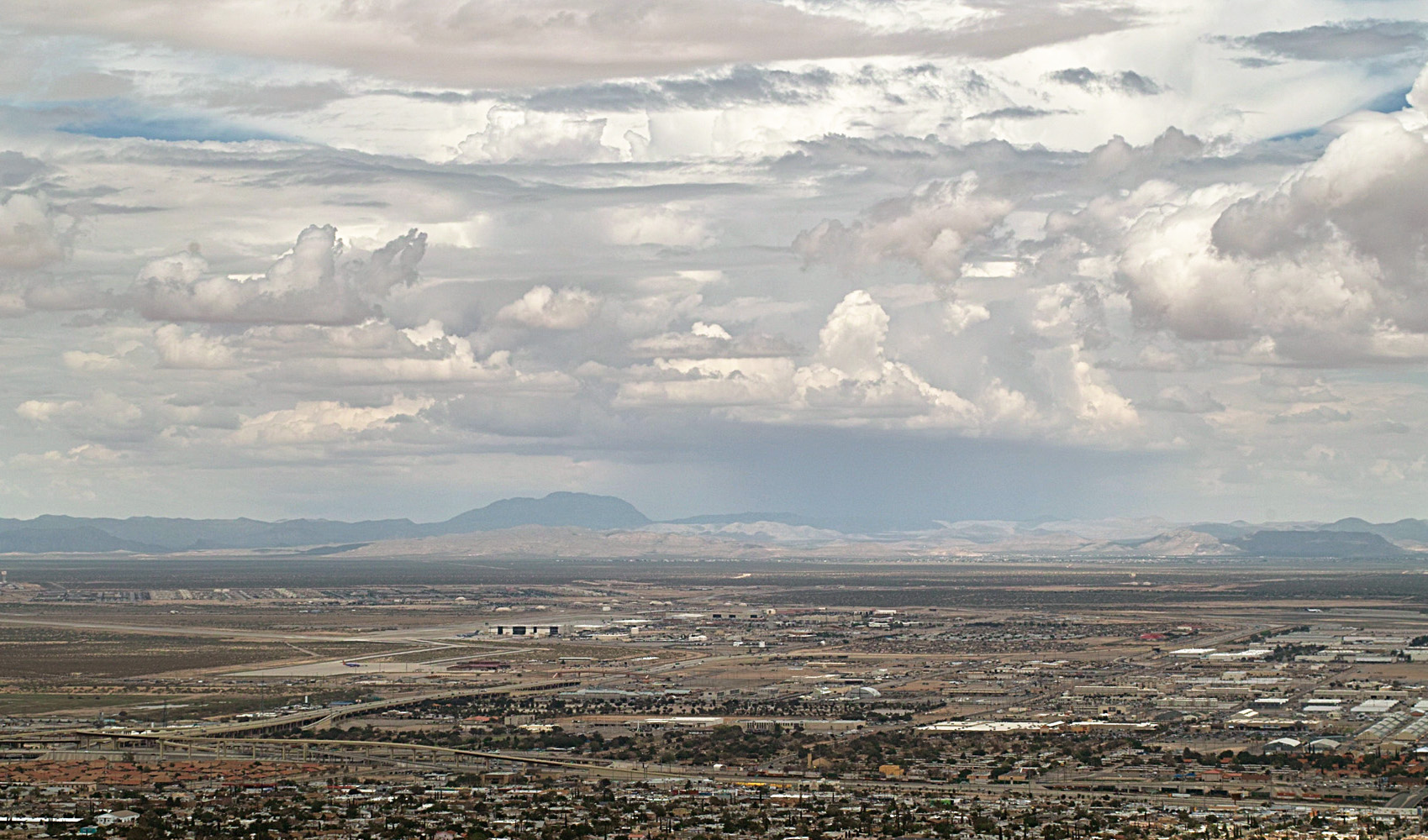
Vista de las Montañas del Sierro Hueco con el sol y la lluvia, desde la base del Teleférico Wyler en El Paso.

Sierra Hueco es un cordal montañoso que se levanta en el condado de Otero y se extiende 27 millas al sur de Texas en el condado de El Paso y Hudspeth. Se encuentra al este de la ciudad de El Paso. Su punto más elevado en Cerro Alto de 6,703 pies en el condado de Hudspeth.
El Bolsón del Hueco un área con una elevación de 4 000 pies sobre el nivel del mar, formado de sedimentos de un espesor de 9 000 pies, se ubica entre la sierra de Frankin y la Sierra Hueco.  Esta sierra fue parte de las Rocosas, formadas en el cretácico tardío hace 60 a 70  millones de años como parte de la formación montañosa de Laramide.